# Румыны на Украине

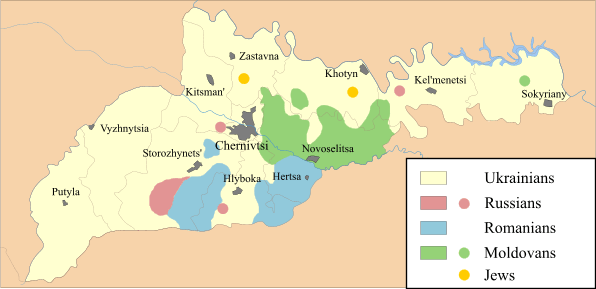
Расселение национальных групп в Черновицкой области в 2001.
восточнороманские народы — румыны и молдаване

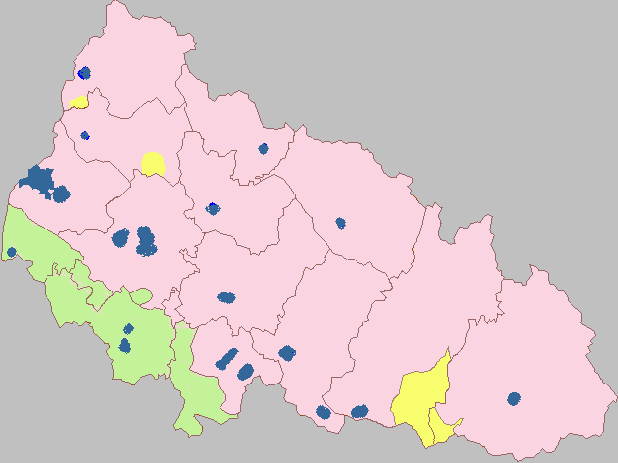
Расселение национальных групп на Закарпатье в 2001.
румыны

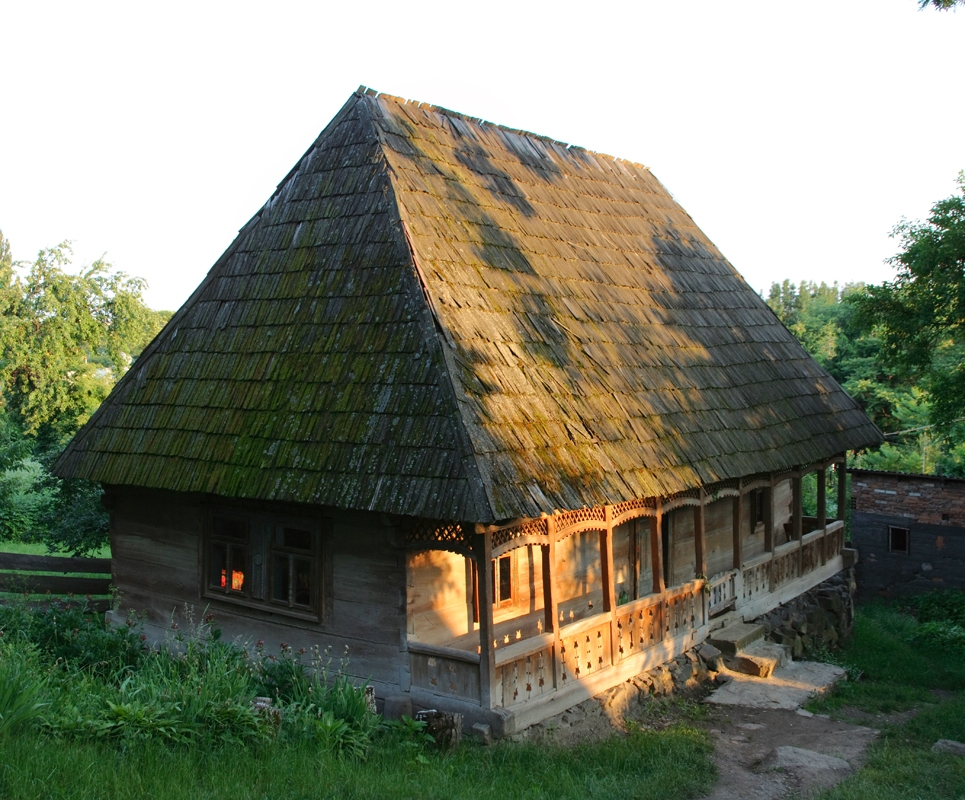
Хата румынского крестьянина-середняка начала XX века, с. Среднее Водяное, Раховский район (ныне в Ужгородском скансене)

Румы́ны на Украи́не (рум. Românii din Ucraina, укр. Румуни в Україні) — румынское этническое меньшинство на Украине, согласно данным переписи населения 2001 года насчитывает 151,1 тысяч человек.

## Расселение, язык и письменность
В 1918 году в состав Румынии вошла территория третьего румынского княжества — Трансильвании, долгое время находившаяся под властью Венгрии. Потомки подданных всех этих княжеств есть на Украине и населяют в основном земли, расположенные западнее реки Днестр, вошедшие в 105 году нашей эры в состав Римской империи, в юго-западной части Черновицкой области и в юго-восточной части Закарпатья — как совместно с украинцами, так и компактными массивами. В Черновицкой области они населяют частично Сторожинецкий, Глыбокский, Сокирянский районы и составляют большинство Герцаевского района. На Закарпатье румыны заселяют долину Тисы (часть Тячевского и Раховского районов вдоль границы с Румынией). Румынский язык относится к романским языкам и наиболее близок итальянскому, с которым имеет около 90 % общих корней используемых слов. После укрепления славян на Балканах, разделивших начиная с VII столетия единую территории Римской империи на южные и северные земли, румынский язык стал развиваться самостоятельно. Начиная с X столетия и до второй половины XIX века использовался разработанный на основе греческого славянский шрифт. В 1930-х годах в Трансильвании был разработан на базе латинского румынский шрифт, который сегодня используется румынами повсеместно.

## История
Древнейшие румынские села на Закарпатье известны с XIII века и были основаны выходцами из Северо-Западной Валахии (Мармарош) и Южной Трансильвании. Они поселились на территории современной Солотвинской общины Тячевского района Закарпатской области и в некоторых горных районах Северной Буковины. Валахи-пастухи, поселившиеся в горах среди славянского населения были со временем ассимилированы, а меньшая их часть, осевшая в долине Тисы на «валашском праве» стала заниматься земледелием и отгонным полонинским скотоводством. В 13-15 веках возникли поселения Нижняя Апша и Среднее Водяное (Апша) на Закарпатье. Румыны предгорных территорий Северной Буковины происходят в основном из княжества Молдова и имеют более глубокую историю проживания на этих территориях.

## Советский период
Северная Буковина была присоединена к Советскому Союзу — Украинской ССР на основании пакта Молотова — Риббентропа в 1940. В советский период румыны в Черновицкой области пользовались своеобразной культурной автономией. В Черновцах выходили на румынском языке областные газеты «Зориле Буковиней» и «Буковина Советикэ» и 3 районные двуязычные украино-румыноязычные газеты. Отдельное издательство выпускало книги на румынском языке. Существовали начальные и средние школы с румынским языком обучения, в Черновицком университете работала кафедра романской филологии (основанная ещё в 1875 году). Действовали самодеятельные кружки румынской песни, танца и т. п. Ряд членов Союза писателей Украины писали на румынском языке, а в Черновцах существовало румынское литературное объединение, которым руководил В. Левицкий. Румынские писатели публиковались в литературном журнале «Ниструл», который выходил на румынском языке в Кишинёве. Румынские учёные в УССР сотрудничали с АН Молдавской ССР. В некоторых православных церквях богослужение проводилось на румынском языке.
Высокий естественный прирост и постепенное как следствие прогресса советской медицины и постепенное высвобождение рабочей силы в сельском хозяйстве привело к тому, что румынское население Закарпатья раньше других групп занялось «Заробитчанством» (трудовой миграцией).

## Современность
Согласно переписи 2001 года на Украине 151,1 тысяч человек отнесли себя к румынам, причём их численность по сравнению с предыдущей переписью выросла на 12 %. 92 % румын признали родным языком румынский, 6 % — украинский, 1,5 % — русский. Наибольшие группы румын зарегистрированы в Черновицкой и в Закарпатской областях.
Исторически романоязычное население современной Украины было довольно разнородно в плане самосознания. К примеру, современные румыны Черновицкой области до середины XIX века имели почти исключительно молдавское самосознание, поскольку эти земли всегда входили в состав Молдавского княжества, однако после объединения Молдавии и Валахии в единую Румынию в 1859 году до половины их числа восприняли румынское самосознание. Румыны Закарпатской области представлены трансильванцами и к молдаванам  себя никогда не относили. Румыны на Украине не теряют своей этнической самоидентификации. 

### Образование и просвещение
На Украине в местах компактного проживания румын функционируют румынские школы, издаются румыноязычные газеты, действуют университетские кафедры румынской филологии. В Черновицкой области в 2002/2003 учебном году с румынским языком обучения — 83 школы (21 672 учеников или 17 % учеников области). Кроме того существовали 15 учебных заведений смешанного типа, которые охватывают 6218 учеников. В Закарпатской области румынские организации добились отказа от молдавской культурной ориентации и замены кириллицы латиницей в школьном образовании.
В 2017 году на Украине действовали 75 школ с преподаванием на румынском языке. В сентябре 2017 года Президент Украины Петр Порошенко подписал закон, предусматривающий следующие изменения в сфере обучения на языках национальных меньшинств в школах:
- Прекращение преподавания в школах на языках национальных меньшинств. С 2018 года — с 5-го класса и старше, к 2020 году — полностью;
- Разрешено создавать отдельные классы с преподаванием на языках коренных народов Украины — крымчаков, крымских татар и караимов;
- Разрешено преподавать один или несколько предметов в школах на языках Евросоюза.

Подписание межгосударственного договора о сотрудничестве между Украиной и Румынией предусматривает открытие в Черновцах поликультурного университета, соответствующие министерства договорились об открытии линии с румынским языком преподавания на базе Черновицкого национального университета. При кафедре французского языка Ужгородского университета в 1990 году было открыто румынское отделение.
В Черновицкой и Закарпатской областях ведется финансируемое государством радиовещание на румынском языке.
28 мая 1999 в Черновцах открылось генеральное консульство Румынии во главе с Ромео Сандулеску.

### Органы власти

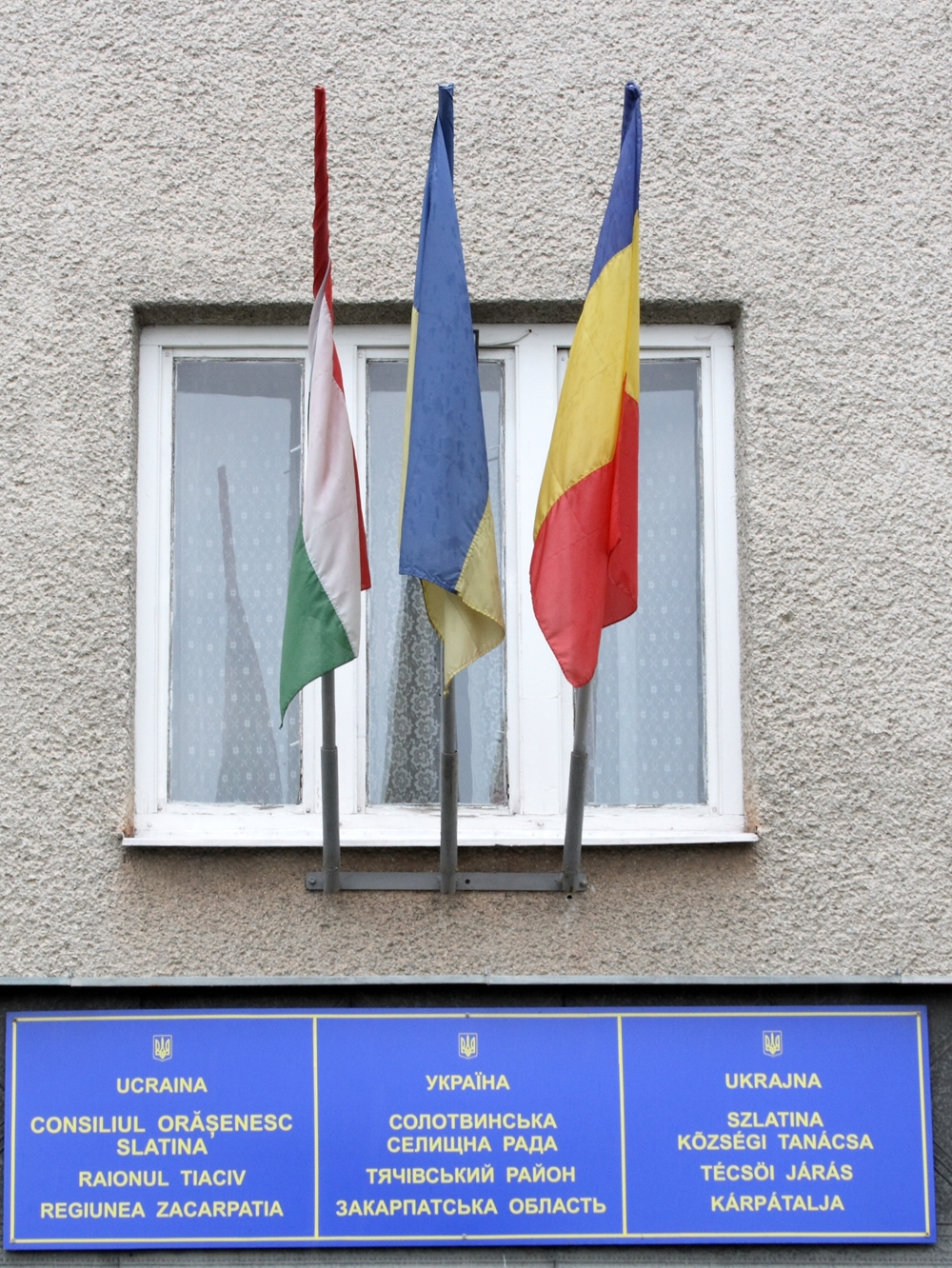
Флаги Венгрии, Украины и Румынии, надписи на трёх языках на здании Солотвинского поселкового совета, на территории которого румыны составляют большинство населения

Румыны представлены в органах власти. В 2007 году среди депутатов Черновицкого областного совета было 14 румын (13,5 % от общего количества), Герцаевского райсовета — 36 (78 %), Глыбоцкого райсовета — 39 (52 %), Сторожинецкого райсовета — 16 (20,5 %). Также румыны были представлены среди служащих районных госадминистраций: в 2007 году в Герцаевской райгосадминистрации три заместителя председателя и 70 % её работников были румынами, в Сторожинецкой райгосадминистрации — один заместитель председателя и 22 % её работников, в Глыбоцкой — один заместитель председателя и 10 % её работников. В Закарпатской области среди депутатов областного совета на 2007 год было 3 румына (3,3 % от общего количества); районных и городских советов — 15 румын (1,3 %), в том числе в Тячевском районном совете — 8 румын (10,8 %), Раховском районном совете — 4 румына (6,3 %).
Иван Васильевич Попеску, глава Межрегионального объединения «Румынское сообщество Украины», является народным депутатом Верховной Рады Украины (2 (ХІІІ), 3 (ХІV) и 5 (ХVІ) созывов) от Партии регионов.

### Общественность и организации
Румынские организации имеют ряд политических требований::
- Получение статуса «коренной национальности».
- Официального признания депортаций по этническому признаку (как в случае с крымскими татарами, немцами, армянами и т. д.) и официального осуждения последствий пакта Молотова — Риббентропа.
- Восстановления исторической топонимики.

Румынское общество им. Дж. Кошбука в Закарпатье добивается также объединения румынских поселений в одном административном районе или создания отдельной автономной административно-территориальной единицы, предоставления румынам культурно-национальной автономии.

#### Организации
- Буковинский независимый центр актуальных исследований[2].
- Культурно-спортивный клуб «Драгош Вода»[2].
- Христианско-демократический альянс румын Украины[2].
- Национально-культурное общество им. Михая Эминеску[2].
- Социально-культурное общество имени Дж. Кошбука[3].